# امین حسن الناصر
امین حسن الناصر (انگلیسی: Amin H. Nasser) کارآفرین و مدیر ارشد اجرایی عربستانی است، که در حال حاضر به‌عنوان مدیرعامل شرکت سعودی آرامکو فعالیت می‌نماید.